# Duque de Montblanc
Duque de Montblanc é um título de nobreza espanhol, o primeiro criado pelo rei João I de Aragão. É atualmente um dos títulos tradicionalmente realizadas pelo herdeiro do trono, sendo a titular Sua Alteza Real, Leonor de Bourbon.

## História

Brasão de armas do Ducado de Montblanc.

O título de Duque de Montblanc, foi criada pelo rei de Aragão, D. João I, o Caçador, através da concessão do título de Duque de Montblanc seu irmão Martin, o futuro Rei Martin I, em 16 janeiro de 1387 .
A intenção do proprietário João I era o seu irmão com um grau menor do que o rei, mas superior a todos os outros nobres. Foi, portanto, um título de nobreza para a vida, mas não hereditário. Como morreu em criança, o título reverteu para a coroa de Aragão.
Aconteceu que o rei Juan I de Aragão morreu sem problema a 1396 e depois foi coroado irmão mais velho do rei, o infante Martim, Duque de Montblanc, que perdeu o título.
Logo, a dinastia da Casa de Aragão não diexou herdeiro por morrer jovem. Após o compromisso de Caspe foi escolhido para reinar Fernando I de Aragão, da dinastia espanhola de Trastamara. Quando ele foi nomeado rei, em 1412, decidiu dar o título de Duque de Montblanc para seu segundo filho o Infante Juan.
Mas poucos anos depois a história se repetiu: o rei Afonso o Magnânimo morreu sem filhos legítimos e seu irmão João foi coroado o novo monarca do Reino de Aragão. Ele entregou o título de seu segundo filho, o Infante Fernando.
Em 1461 morreu o herdeiro Carlos de Viana e foi nomeado o novo Principe de Girona (título do herdeiro da Coroa de Aragão), o Infante Fernando. Fernando decidiu então que o título de Príncipe de Girona, Duque de Montblanc iriam juntos para o herdeiro do reino. E assim o Ducado de Montblanc se tornou um título hereditário e não de vida, o que significava que o herdeiro real para o fim da dinastia Habsburgo.
Com a morte do rei Charles II de Aragão a 1700, o novo monarca foi Filipe IV de Aragão da dinastia francesa dos Bourbon. Não indicado a qualquer herdeiro, e, portanto, os títulos de Príncipe de Girona e Duque de Montblanc foram deixados vagos, como os títulos dos herdeiros do Reino de Castela (Príncipe das Astúrias) e do Reino de Navarra (Príncipe de Viana).
Em 1705, a Coroa de Aragão revelou-se contra a monarquia e foi coroado o novo rei Austriacist, o arquiduque Carlos de Áustria como Carlos III de Aragão, que também constituiu herdeiro enquanto ele estava no meio da Guerra de Sucessão.
Em 1714, os Bourbon venceu a guerra na Catalunha (em 1707 tinham ganho em Aragão e Valência, e em 1715 ocupou Maiorca) e volta para Filipe de Anjou como rei de Aragão. Logo depois, ele publicou o decreto da nova fábrica da que aboliu a Coroa de Aragão, com todas as conseqüências.

## Situação Atual
De 8 de setembro de 199, o dia do 7º aniversário da chegada de Nossa Senhora da Serra de Montblanc, este título na sua qualidade de herdeiro da coroa espanhola corresponde ao príncipe Felipe de Bourbon e Grécia, que é de fato o primeiro Bourbon que ocupou o título de Duque de Montblanc, para assumir, sem cerimónia oficial de inauguração. Anteriormente nenhum outro Bourbon tinha tomado posse e tinha usado este título.

## Lista dos Duques de Montblanc

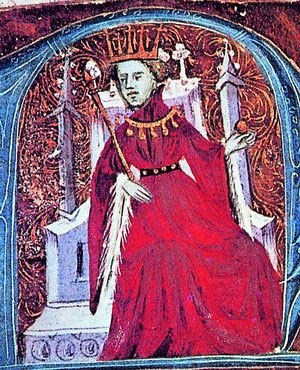
Martim I de Aragão, o primero Duque de Montblanc.

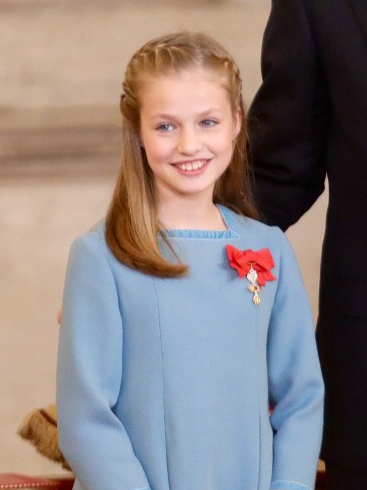
S.A.R. Dª. Leonor, Duquesa de Montblanc.

Dinastia Aragão-Barcelona (1387 - 1396)
- Martim I de Aragão,[1] 1387 - 1396

Dinastía Trastámara (1412 - 1516)
- João II de Aragão, 1412 - 1458
- Fernando II de Aragão, 1458 - 1462
- Guerra Civil Catalana, 1462 - 1472
- Fernando II de Aragão, 1472 - 1479
- João, príncipe das Astúrias, 1478 - 1497
- Joana I de Castela, 1497-1516

Dinastía Habsburgo (1516 - 1700)
- Carlos I de Espanha, 1516 - 1527
- Filipe II de Espanha, 1527 - 1556
- Carlos de Espanha, Príncipe das Astúrias, 1556 - 1568
- Filipe II de Espanha, (2ª vez), 1568 - 1571
- Fernando da Austria, 1571 - 1578
- Diogo Félix, Príncipe das Astúrias, 1578 - 1582
- Filipe II de Espanha, 1582 - 1605
- Filipe III de Espanha, 1605 - 1626
- Baltasar Carlos, Príncipe das Astúrias, 1626 - 1640
- Guerra dos Segadores 1640 - 1652
- Filipe III de Espanha, (2ª vez), 1652 - 1657
- Felipe Próspero de Austria, 1657 - 1661
- Carlos II de Espanha, 1661 - 1700

Título vacante, (1700 - 1977)
Dinastia Bourbon (1977 - presente)
- Filipe VI da Espanha, 1977 - 2014
- Leonor, Princesa das Astúrias, 2014 - presente